# لو جينغ
لو جينغ (بالصينية: 罗竞) (14 نوفمبر 1993 بغوييانغ في الصين - ) هو لاعب كرة قدم صيني في مركز الوسط. لعب مع جيجيانغ غرينتاون وأتلتيكو كاسا بيا وU.D. Oliveirense ‏.

## وصلات خارجية
- لو جينغ على موقع Soccerway.com (الإنجليزية)